# The College Boob
The College Boob è un film muto del 1926 diretto da Harry Garson. Considerato perduto, il film - prodotto dalla Harry Garson Productions - aveva come interpreti Maurice 'Lefty' Flynn, Jean Arthur, Jimmy Anderson, Bob Steele.

## Trama
Aloysius Appleby, noto come Ally, lascia la sua piccola città per il Baldwin College e promette alla zia Polly e allo zo Lish che non perderà tempo con lo sport, occupando invece proficuamente il suo tempo con lo studio. Il suo fisico potente, però, suscita la gelosia di Horatio Winston, uno studente anziano, che progetta di farlo diventare lo scemo dell'università. Lui si sente subito attratto da Angela Boothby (la ragazza di Horatio) e non lascia in pace Shorty Buzelle, il suo compagno di stanza, per avere informazioni su di lei. Durante una festa, i ragazzi, per prenderlo in giro, vestono Ally in maniera ridicola e lui, dietro consiglio di Angela, risponde con i suoi pugni. Pop Warren, l'allenatore della squadra di football, lo incoraggia a provare ad entrare in squadra e lui, nonostante la promessa fatta agli zii, gioca la sua prima partita, diventando l'eroe del giorno. Poi, però, si rifiuta di continuare. Angela, sapendo perché lo fa, va dagli zii a perorare la sua causa, spiegando l'importanza del gioco per il nipote. I due si recano allora alla partita, permettendo ad Ally di partecipare e di arrivare in tempo a salvare il risultato.

## Produzione
Il film fu prodotto dalla Harry Garson Productions.

## Distribuzione
Il copyright del film, richiesto dalla R-C Pictures Corp., fu registrato il 15 agosto 1926 con il numero LP23059. Lo stesso giorno, distribuito dalla Film Booking Offices of America e presentato da Joseph P. Kennedy, il film uscì nelle sale statunitensi.
Non si conoscono copie ancora esistenti della pellicola che viene considerata presumibilmente perduta.